# Hugh of Wells

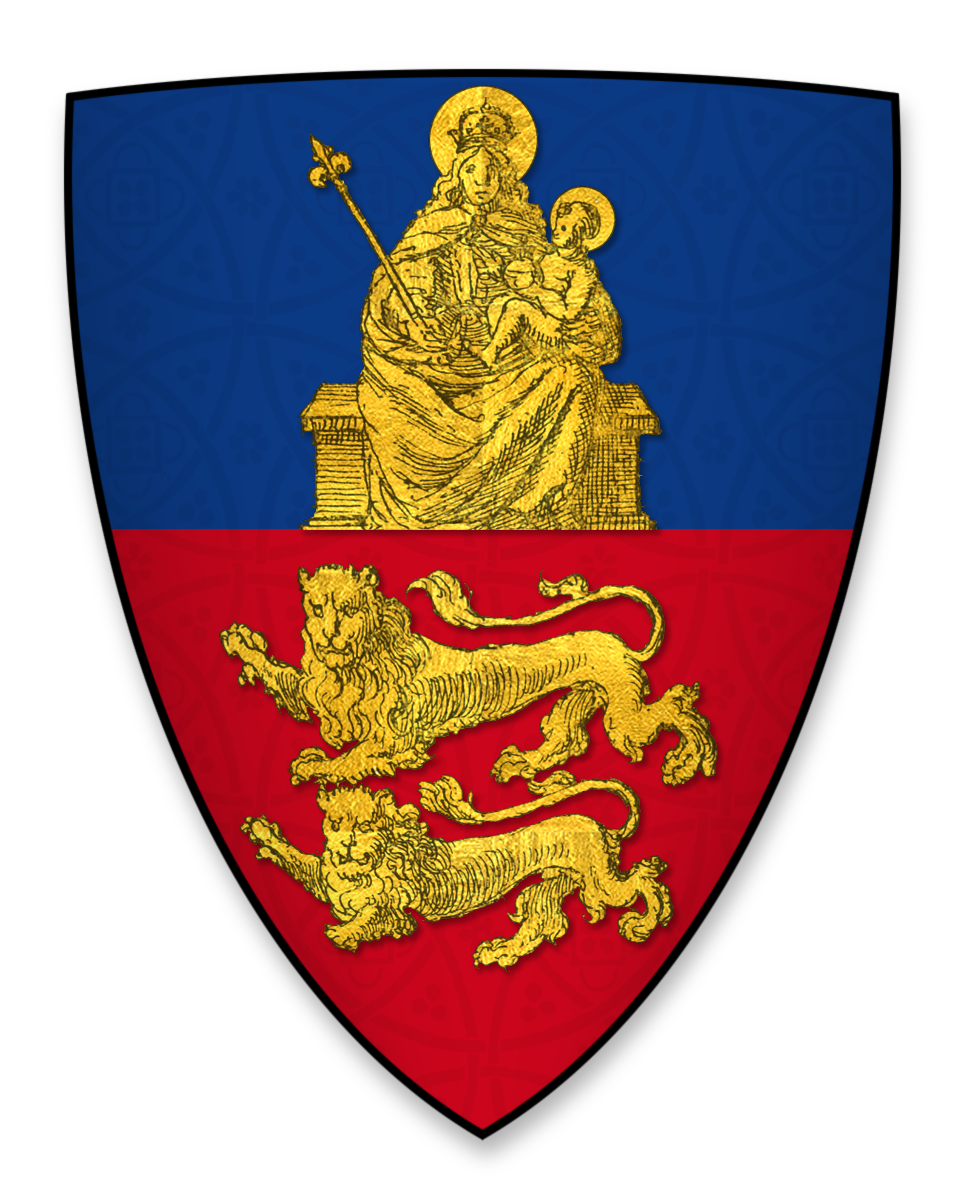
Wappen von Hugh of Wells

Hugh of Wells (* 12. Jahrhundert in Wells; † 7. Februar 1235 in Stow, Lincolnshire) war ein englischer Geistlicher. Nach mehrjährigem Dienst als königlicher Beamter wurde er Bischof von Lincoln.

## Herkunft und Aufstieg als Geistlicher
Hugh of Wells war der älteste Sohn von Edward of Wells, seinen Beinamen erhielt er nach seiner Geburtsstadt. Sein jüngerer Bruder Jocelin of Wells wurde 1207 Bischof von Bath. Auch Hugh war Geistlicher geworden und diente im Gefolge von Bischof Reginald fitz Jocelin von Bath, unter dem er Ende der 1180er Jahre erstmals erwähnt wird. Im Gegensatz zu seinem Bruder schien er jedoch nie eine Universität besucht zu haben. Nach dem Tod von Bischof Reginald 1191 gehörte er weiter zum Haushalt von dessen Nachfolger Bischof Savaric. Ende des 12. Jahrhunderts war Hugh Kanoniker an der Kathedrale von Wells. Zeitlebens behielt er gute Kontakte nach Wells, unter anderem lebten später mehrere Geistliche aus der Region um Wells in seinem bischöflichen Haushalt.

## Dienst als Beamter und politische Betätigung als Bischof

### Beamter und Vizekanzler unter Johann Ohneland
Als im Mai 1199 Hubert Walter, Erzbischof von Canterbury neuer königlicher Kanzler unter König Johann Ohneland wurde, folgten ihm Archidiakon Simon Fitzrobert von Wells und auch Hugh of Wells in die königliche Kanzlei. Simon Fitzrobert wurde Vertreter des Kanzlers, und als er 1204 Bischof von Chichester wurde, übernahm Hugh sein Amt. Bis 1209 blieb Hugh im Dienst des Königs, den er auch mehrfach nach Frankreich begleitete. Der König dankte ihm mit der Übertragung von Benefizien. Neben mehreren Pfarreien erhielt er Stellen als Kanoniker an der Kathedrale von Lincoln und an der Londoner St Paul’s Cathedral sowie das Amt des Archidiakons von Wells. Diese gut dotierten Ämter nahm Hugh nicht wahr, sondern ließ sich durch besoldete Geistliche vertreten. Dazu erhielt er als Lehen die Güter von Cheddar und Axbridge in Somerset. Zwischen 1200 und 1203 verwaltete er im Auftrag des Königs die vakante Diözese Lincoln und von 1205 bis 1206 die Diözese Bath.

### Wahl zum Bischof von Lincoln und Exil in Frankreich
Anfang 1209 befahl Papst Innozenz III. dem Kathedralkapitel von Lincoln, endlich einen Nachfolger für den 1206 verstorbenen William de Blois zu wählen. Vor dem 12. April 1209 wurde Hugh zum neuen Bischof gewählt. Zu diesem Zeitpunkt war der Papst mit König Johann über die Wahl von Stephen Langton zum neuen Erzbischof von Canterbury tief zerstritten. Deshalb verdächtigte der Papst den König, das Kathedralkapitel von Lincoln zur Wahl seines hochrangigen Beamten Hugh genötigt zu haben. Er beauftragte deshalb den im französischen Exil lebenden Langton, die Wahl zu überprüfen. Langton verdächtigte dazu, dass Hugh illegitime Töchter hatte, doch konnte er hierfür keine Beweise finden. Als der König jedoch wegen des Streits mit dem Papst im November 1209 exkommuniziert wurde, schied Hugh aus der königlichen Kanzlei aus und ging ins französische Exil. In Melun wurde er am 20. Dezember 1209 von Erzbischof Langton zum neuen Bischof von Lincoln geweiht. Wegen des vom Papst über England verhängten Interdikts blieb Hugh anschließend weiter im Exil. In dieser Zeit machte er im November 1212 in Saint-Martin-la-Garenne bei Paris sein Testament, doch sonst ist über diese Zeit nichts bekannt. Erst als sich König Johann im Mai 1213 dem Papst unterworfen hatte, kehrte Hugh im Juni oder Juli nach England zurück.

### Rolle während des Kriegs der Barone und unter Heinrich III.
Am 20. Juli 1213 wurden ihm die Temporalien seiner Diözese übergeben. In England kam es nun zu einem Konflikt zwischen dem König und einer Adelsopposition, die den König im Juni 1215 zur Anerkennung der Magna Carta zwang. Hugh war bei der Anerkennung dieser Urkunde zu Runnymede zugegen. Als die rebellischen Barone nicht wie vereinbart ihr Heer auflösten, protestierte Hugh wie die anderen englischen Bischöfe gegen diesen Friedensbruch, der zum Ersten Krieg der Barone führte. Vor dem Ausbruch der offenen Kämpfe verließ Hugh jedoch England, um nach Rom zu reisen und am Vierten Laterankonzil teilzunehmen. Erst im März 1217 kehrte er nach England zurück.
Nach seiner Rückkehr spielte Hugh während der Minderjährigkeit von König Heinrich III. politisch eine aktive Rolle. Regelmäßig gehörte er zum Gefolge des Königs bzw. der Regenten. Von 1218 bis 1219 war er führender königlicher Richter für Lincolnshire, Nottinghamshire und Derbyshire. 1226 diente er erneut als reisender Richter. Im Februar 1225 war er in Westminster, als der junge König erneut die Magna Carta bestätigte, und im weiteren Verlauf des Jahres gehörte er zu den englischen Gesandten, die in Frankreich Verhandlungen über ein Ende des Französisch-Englischen Kriegs führten.

## Wirken als Bischof von Lincoln
Nach den langen Jahren des Interdikts und seiner Abwesenheit in Rom versuchte Hugh nach seiner Rückkehr nach Lincoln ab 1217, die Verwaltung seiner Diözese zu normalisieren, wobei er bemerkenswertes Organisationstalent zeigte. Dabei verbesserte er auch die Verwaltung durch die Einführung neuer Methoden, wie sie beispielsweise in der königlichen Kanzlei bereits üblich waren. Wohl nach dem Vorbild der königlichen Kanzlei führte er die systematische Erfassung der Urkunden ein. Dafür ließ er neben einer Hauptrolle Verzeichnisse für die einzelnen Archidiakonate, für Urkunden, für Aktennotizen und für die Besitzungen der Pfarreien anlegen. Gelegentlich wird Bischof Hugh als großzügiger Förderer von Pfarreien genannt, der zahlreiche neue Pfarrstellen schuf und mit Stiftungen ausstattete. Diese Sicht ist sicherlich eine Fehlinterpretation. Hugh bestätigte wohl eher bestehende Pfarrstellen und deren Besitz, doch da kaum älteren Urkunden erhalten sind, schien er deshalb ein großzügiger Gönner der Pfarreien zu sein. Aktiv betrieb er ab 1219 die Heiligsprechung von Hugo von Lincoln, einem seiner Amtsvorgänger als Bischof, bis dieser 1220 als Heiliger anerkannt wurde.
Die Abtei von St Albans wurde von Hugh gezwungen, die Ernennung der Priore der St Albans unterstellten Priorate in der Diözese Lincoln mit ihm als Bischof abzustimmen. Wohl vor allem wegen dieser erzwungenen Einigung bezichtigte der Chronist Matthew Paris, der als Mönch der Abtei von St Albans angehörte, Hugh, dass er als Bischof ständig die geistlichen Orden in seiner Diözese bedrängt hätte. Ansonsten gibt es keinen Nachweis, dass Hugh gegenüber den Klöstern besonders feindselig eingestellt war, solange diese ihren Verpflichtungen auch gegenüber der Diözese nachkamen. Routinemäßig bestätigte er neue Äbte und andere klösterliche Amtsträger, und es gibt nur wenige Aufzeichnungen über bischöfliche Visitationen der Klöster. Wohl erst im hohen Alter beauftragte Hugh seinen beamteten Vertreter, in seinem Namen Visitationen durchzuführen. Vermutlich begann erst Robert Grosseteste, sein Nachfolger als Bischof, mit regelmäßigen Visitationen der Pfarreien der Diözese.
In den 1220er Jahren ließ Hugh in Lincoln einen neuen bischöflichen Palast errichten, für den ihm der König Steine und Bauholz schenkte. Als alter Mann verließ er anscheinend nach März 1233 nicht mehr seine bischöfliche Residenz Stow Park bei Lincoln. Drei Tage nach seinem Tod wurde er am 10. Februar 1235 in der Kathedrale von Lincoln beigesetzt. In einem im Juni 1233 aufgesetzten umfangreichen Testament bedachte er seinen Bruder Jocelin, eine Nichte namens Agatha sowie die Mitglieder und Diener seines Haushalts. Dazu stiftete er Gelder für den Weiterbau der Kathedrale von Lincoln, für zahlreiche Klöster in seiner Diözese und für die Armen. Seine Ländereien sollten zwischen den ärmeren Klöstern und Leprosenhäusern, Dozenten und Schülern der Universität von Oxford, konvertierten Juden sowie Bedürftigen auf den bischöflichen Gütern aufgeteilt werden.